# Melanocètids

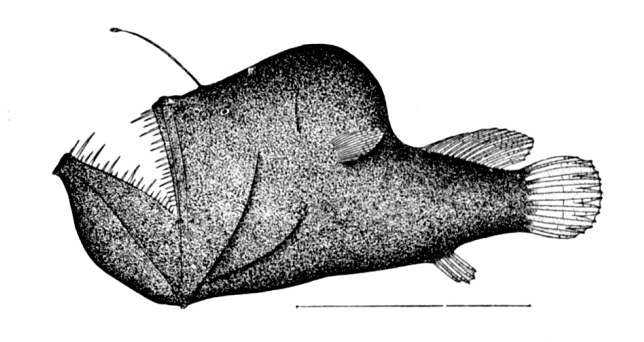
Melanocetus johnsonii.

Els melanocètids (Melanocetidae) són una família de peixos marins abissals, amb un únic gènere Melanocetus, pertanyent a l'ordre dels Lophiiformes. El nom de la família Melanocetidae prové del grec melanos, que significa "negre", i cetus que significa "monstre del mar".
En moltes espècies de raps de profunditat els mascles acaben vivint com a paràsits de les femelles.

## Característiques físiques
La bioluminescència és produïda per bacteris.